# الحزب الديمقراطي السنغالي - المجدد
الحزب الديمقراطي السنغالي - المجدد (بالفرنسية: Parti Démocratique Sénégalais-Rénovation) هو حزب سياسي في السنغال، تأسس في عام 1987 من قبل سيرين لامين ديوب، باعتباره انشقاقًا عن الحزب الديمقراطي السنغالي بعد طرد ديوب من الحزب.